# Victor deBedia Oland
Victor deBedia Oland (9 août 1913 - 27 juin 1983), personnalité politique canadienne, fut Lieutenant-gouverneur de la province de Nouvelle-Écosse de 1968 à 1973.